# Попово (Череповецкий район)
Попово — деревня в Череповецком районе Вологодской области.
Входит в состав Воскресенского сельского поселения, с точки зрения административно-территориального деления — в Аннинский сельсовет.
Расстояние до районного центра Череповца по автодороге — 82 км, до центра муниципального образования Воскресенского по прямой — 31 км. Ближайшие населённые пункты — Мальцево, Воронцово, Великая.
По данным переписи в 2002 году постоянного населения не было.